# 張黎 (北魏)
張黎（4世紀—452年），雁門原平人，南北朝北魏政治人物，官至太尉。

## 生平
張黎擅長文字筹算，魏道武帝知遇他，明元帝時以他忠誠而賜爵廣平公，統管機密要政。到太武帝年間，他因功勳任大司農卿，太武帝常和他談論軍國大事。其後張黎獲加封鎮北將軍，討伐夏國後再進封征北大將軍，並和樂安王拓跋範及濟南公崔徽鎮守長安。張黎簡約公平獲得聲望，而其家中也沒有多餘錢財。
太延二年（436年），他被派遣征调定州七郡一萬二千人贯通莎泉道；柔然可汗吳提乘虛入侵北魏，他和司空長孫道生共同擊退敵人。到太平真君五年（444年）和宜都王穆壽、東郡公崔浩及建興公古弼協助皇太子拓跋晃決定一般政事。拓跋晃逝世，他兼任太尉奉策上太子諡號。
宗愛立南安王拓跋余為皇帝後，拓跋余任用張黎為太尉，文成帝繼位後因言論不合旨意被罷黜，之後與古弼一同遭誅殺。

## 引用
1. 1 2  《魏書·卷二十八·列傳第十六》：張黎，雁門平原人也。 按卷一０六上地形志上肆州雁門郡有「原平」，無「平原」。原平乃漢晉舊縣，歷見地志。這裏「平原」當是「原平」誤倒。 善書計，太祖知待之。太宗器其忠亮，賜爵廣平公，管綜機要。
2. 1 2 3  《魏書·卷二十八·列傳第十六》：世祖以其功舊，任以輔弼，除大司農卿，軍國大議，黎常與焉。加鎮北將軍。以征赫連定功，進號征北大將軍。與樂安王範、濟南公崔徽鎮長安，清約公平，甚著聲稱。代下之日，家無餘財。蠕蠕吳提乘虛入寇，黎與司空道生拒擊之。
3. ↑  《魏書·卷四上·世祖紀第四上》：（太延二年八月丁亥）詔廣平公張黎發定州七郡一萬二千人，通莎泉道。
4. ↑  《魏書·卷四下·世祖紀第四下》：（太平真君）五年春正月壬寅，皇太子始總百揆。侍中、中書監、宜都王穆壽，司徒、東郡公崔浩，侍中、廣平公張黎，侍中、建興公古弼，輔太子以決庶政。
5. ↑  《魏書·卷二十八·列傳第十六》：恭宗薨於東宮，黎兼太尉，持節奉策諡焉。
6. ↑  《魏書·卷二十八·列傳第十六》：吳王余立，以黎為太尉。後以議不合旨，免。仍與古弼並誅。
7. ↑  《魏書·卷五·高宗紀第五》（興安元年十月甲申）太尉張黎、司徒古弼，以議不合旨，黜為外都大官。

## 延伸阅读
[在维基数据编辑]
 《魏書·卷28》，出自魏收《魏书》
 《北史·卷025》，出自李延壽《北史》